# Montagny-près-Louhans
Montagny-près-Louhans är en kommun i departementet Saône-et-Loire i regionen Bourgogne-Franche-Comté i östra Frankrike. Kommunen ligger i kantonen Louhans som tillhör arrondissementet Louhans. År 2022 hade Montagny-près-Louhans 496 invånare.

## Befolkningsutveckling
Antalet invånare i kommunen Montagny-près-Louhans
| Referens: INSEE |